# Rimski guverner
Rimski guverner, znan tudi kot propretor ali prokonzul, je bil visok državni uradnik,  izvoljen ali imenovan za glavnega predstavnika rimske oblasti v eni ali več provincah Rimskega cesarstva. V rimskem pravnem  jeziku se je imenoval  rector provinciae, ne glede na posebne naslove, ki so odražali njegov status v provinci, strateški status in razlike v pooblastilih. 
V zgodnjem Rimskem cesarstvu sta obstajali dve vrsti provinc: senatske in cesarske. Temu primerno je obstajalo tudi več vrst guvernerjev. V kategorijo promagistratov so spadali samo prokonzuli in propretorji.

## Dolžnosti guvernerjev
Guverner je bil vrhovni sodnik province z izključno pravico izrekanja smrtne kazni. Najtežji zločini so se praviloma obravnavali pred njim.  Za pritožbo na guvernerjevo odločitev je bilo treba odpotovati v Rim in predstaviti svoj primer pred rimskim mestnim pretorjem (praetor urbanus) ali celo pred samim cesarjem. Postopek je bil drag in temu primerno redek. Razen tega pritožba verjetno ne bi uspela, saj guverner na splošno ne bi tvegal, da bi nekoga obsodil v nasprotju s cesarjevimi željami. Guverner naj bi potoval tudi po svoji provinci, da bi sodil v večjih mestih, kjer je bila potrebna njegova prisotnost.
Druga najpomembnejša guvernerjeva naloga je bila poveljevati vojski v njegovi provinci. V pomembnejših provincah so bile nastanjene legije, v manj pomembnih pa samo pomožne enote. Guverner je imel pooblastila, da lahko brez odobritve cesarja ali senata uporabi legije  proti organiziranim kriminalnim združbam ali upornikom.
Vsak guverner je imel na razpolago različno število  svetovalcev in osebja, ki so ga poznali kot njegove komite (spremljevalci). Njihovo število je bilo odvisno od guvernerjevega družbenega položaja in čina. Člani komiteja  so služili kot guvernerjev  izvršni svet, pri čemer je vsak nadzoroval drugačen vidik province in pomagal guvernerju pri odločanju. V provincah z znatno prisotnostje legij je bil guvernerjev drugi poveljujoči častnik običajno kvestor. Slednjega so izvolili v Rimu in ga poslali v provinco, da bi se ukvarjal predvsem s finančnimi zadevami, z guvernerjevo odobritvijo pa je lahko bil tudi vojaški poveljnik.  V provincah brez legij so guvernerji sami imenovali prefekte in prokuratorje, ki niso bili magistrati in so upravljali manjše dele province in bili guvernerjevi vojaški namestniki. 

## Republikanski guvernerji
V obdobju Rimske republike je bil za imenovanje guvernerjev v rimskih provincah zadolžen odbor. Odbor je z žrebanjem ali s pomočjo posvetovalnega senata (senatus consultum) imenoval promagistrate za  opravljanje guvernerske službe. Imenovanja niso bila formalno zavezujoča in so jih rimske skupščine lahko razveljavile.
Raven guvernerjevih pooblastil je določala vrsta imperija (imperium), ki ga je dobil. Večino provinc so upravljali propretorji, ki so prejšnje leto službovali kot pretorji. Njihove province so bile običjno bolj mirne, z majhno verjetnostjo upora ali invazije. Propretorji so samo včasih službovali tudi v težavnih provincah.
Province ob mejah cesarstva, v katerih je morala biti stalno prisotna vojska, so upravljali prokonzuli, ki so bili prejšnje leto konzuli (najvišji rang magistratov). Prokonzuli so lahko poveljevali tudi vojaškim enotam in ne samo milici.
Ti promagistrati so bili enakopravni z drugimi magistrati z enako stopnjo imperija in jih je spremljalo enako število liktorjev. Na splošno so imeli v svojih provincah avtokratsko moč. Provincijalni guverner je imel skoraj neomejeno avtoriteto in je pogosto izvlekel ogromno denarja od deželnega prebivalstva. Med službovanjem je imel imuniteto pred kazenskim pregonom,  po prenehanju mandata pa je postal ranljiv in izpostavljen pregonu zaradi svojih prejšnjih nezakonitih dejanj. 

## Cesarski guvernerji

### Cesarske province
Ko je Avgust ustanovil principat, je cesar avtomatsko postal neposredni guverner najpomembnejših rimskih provinc, imenovnih cesarske province. Cesar je bil tudi v provincah, ki jih ni upravljal neposredno, nadrejen drugim provincijskim guvernerjem, ker je imel največja mogoča pooblastila (imperium maius).  Cesar je imel izključno pravico imenovanja legatov, ki so upravljali provinco v njegovem imenu. Legati so bili po rangu nižji od drugih provincialnih guvernerjev, saj so bili uradno le predstavniki pravega guvernerja province, cesarja.
Principat ni povsem odpravil izbire prokonzulov in propretorjev. V provincah z eno legijo legat s propretorskim imperijem, se pravi propretor, ni samo upravljal province v cesarjevem imenu, ampak je tudi poveljeval legiji. V provincah z več kot eno legijo je vsaki legiji poveljeval lasten legat s pretorskim imperijem, medtem ko je provinci kot celoti poveljeval legat s konzulskim imperijem. Slednji je imel tudi generalno poveljstvo nad celotno tam nameščeno vojsko.
Imenovanje teh  guvernerstev je bilo izključno v cesarjevi domeni in je lahko trajalo od enega do pet let.

### Senatske province
Podobno kot je imel cesar izključno oblast v provincah z legijami, je imel v senatskih provincah pravico do imenovanja guvernerjev Rimski senat. Senatske province so bile praviloma daleč od meja cesrstva in brez verjetnosti upora. V njih je bilo malo legij, če sploh kakšna, s čimer se je zmanjšala možnost, da bi senat poskušal cesarju odvzeti oblast v državi.
Senatske province so upravljali prokonzularni ali propretorski senatorji, ki so jih vedno naslavljali s "prokonzul".  V teh provincah cesar ni imel večjih potreb po neposrednem nadzoru, čeprav je imel pooblastila za imenovanje njihovih guvernerjev. Izjema je bila senatska provinca Afrika, kjer je bila vedno vsaj ena legija, ki je varovala provinco pred berberskimi plemeni.
Cesar Avgust je odredil, da mora rimsko ljudstvo preko senata obvladovati vsaj deset provinc.  Od desetih, uradno prokonzularnih provinc, so samo dve (Afrika in Azija) dejansko upravljali senatorji s prokonzularnim imperijem, preostalih osem pa so upravljali propretorji. Oba prokonzularna guvernerja sta imela enoletni mandat, medtem ko je mandat osmih pretorjev običajno trajal do 3 leta. Vsak od teh mož je imel po šest liktorjev, ki so služili kot telesni stražarji, pa tudi kot simbol oblasti in znak njihovega položaja.

### Viteške province
Cesar je imel pod svojo oblastjo tudi več manjših, vendar potencialno težavnih provinc,  ki niso zahtevale prisotnosti cele legije. Za te province je imenoval guvernerje iz viteškega (konjeniškega) reda. V to kategorijo provinc so spadala predvsem na novo osvojena ozemlja. Večina teh provinc je kasneje spremenila svoj status, odvisen od stanja v rastočem Rimskem imperiju. Osvojena provinca je torej na začetku postala viteška  provinca, kasneje pa se je odločalo, ali bo postala cesarska ali senatska in jo bo upravljal propretor ali prokonzul. Mandat guvernerja iz vrst viteškega reda je trajal do pet let, izjemoma tudi dlje. 
Podobno kot senatska provinca Afrika je bila glede prisotnosti legij izjema tudi viteška provinca Egipt. Egipt ni bil običajna provinca, ker je veljal za cesarjevo osebno last, njegov guverner, praefectus Aegypti, pa je v času principata veljal za najvišji viteški položaj. Kasneje je njegov položaj padel na drugo mesto,  vendar je ostal zelo prestižen.
Čeprav se je praksa imenovanja vitezov (konjenikov)  za pomoč pri upravljanju provinc uradno začela z Avgustom, so guvernerji že pred tem imenovali prokuriste, ki so jim pomagali pri upravljanju province. Prokuristi so  šele med vladavino Klavdija prejeli pooblastila guvernerja. Za razliko od prefektov so bili civilni uradniki. Pomembno je omeniti, da prokuristi niso bili sodniki in zato niso imeli svojega imperija in so lahko cesarjevo ali guvernerjevo oblast izvajali le s cesarjevo odobritvijo.

## Kasnejši cesarski guvernerji
Guvernerji provinc so bili najpomembnejši uradniki rimske državne uprave. Odgovorni so bili za pobiranje davkov, sodstvo na prvi instanci in javni red na prvi instanci. Trikrat letno so od prefektur dobili davčne zahtevke, ki so nato krožili po občinah.
V dominatu, se pravi v poznem Rimskem cesarstvu, je cesar Dioklecijan  leta 293 začel reformo provincialne uprave, ki je bila zaključena pod cesarjem Konstantinom Velikim leta 318. Dioklecijan je ustanovil dvanajst diocez. Več diocez je kasneje razpadlo. Prvotno je imel vsak tetrarh dve do štiri dioceze. Tetrarhija z dvema starejšima cesarjema (augustus) in dvema mlajšima cesarjena (caesar) je kmalu razpadla. Dioceze so upravljali vikarji (vicarius) v imenu pretorijanskih prefektov. Vsaka dioceza je imela več provinc, v vzhodnem delu eparhij, ki so jih upravljali provincialni guvernerji. Njihovi naslovi so se razlikovali od province do province. Med njimi so bili na primer prokonzuli, ki so bili zapuščina Rimske republike, in novejši  corrector provinciae (korektor), moderator provinciae (moderator), praeses provinciae (predsednik) in drugi. Vikar, najvišji uradnik v diocezi, je bil pod oblastjo pretorijanskega prefekta, ki je oblast dobil od samega cesarja.
Konstantin je guvernerje povsem umaknil iz vojaške sfere, kar se je začelo dogajati že pod Dioklecijanom. V provincah, kjer je bila prisotna vojska, je obmejnim vojaškim enotam poveljeval dux (dobesedno vodja). Nekateri duxi so poveljevali enotam v več provincah. Nadzirali so jih vikarji diocez. Enotam na terenu je poveljeval comes (dobesedno spremljevalec), kasneje pa vrhovni vojaški poveljnik  magister militum.
Konstantin je pod Dioklecijanovim vodstvom proti koncu njegovega vladanja Rimsko cesarstvo razdelil na tri pretorske prefekture: prefektura Galija, prefektura  Italija, Afrika in Ilirik in pefekturo Vzhod (Oriens). Upravljali so jih od cesarja imenovani pretorijanski prefekti. Prefekti prefektur so bili najvišji civilni uradniki v cesarstvu, podrejeni samo cesarju. Prefekt je bil nadrejen vikarjem in guvernerjem. Bil je šef apelacijskega sodišča, načelnik administracije prefekture, glavni finančni uradnik in šef davčne uprave, čeprav so se davki pobirali na občinski in vaški ravni.

## Vira
- Notitia dignitatum (primarni vir iz 5. stoletja)
- Realencyclopädie der classischen Altertumswissenschaft